# Rio Tempisque
Rio Tempisque é um rio da Costa Rica, que nasce na Cordilheira de Guanacaste, nas encostas do Vulcão Orosí, percorre 144 km ao sul e sudeste através da província de Guanacaste, limitando com a península de Nicoya, até desaguar no Golfo de Nicoya, uma enseada do Oceano Pacífico. Antes de verter suas águas no oceano, o rio Tempisque drena a baixa área pantanosa que caracteriza o Parque Nacional Palo Verde.